# Tavisupleba (partido político)
Tavisupleba (en georgiano: თავისუფლება, lit. 'libertad') es un partido político de Georgia fundado por Konstantine Gamsajurdia, hijo del primer presidente de Georgia, Zviad Gamsajurdia.

## Historia
El líder del partido es Konstantine Gamsajurdia, quien vivió desde 1992 hasta 2006 en el exilio suizo. En las elecciones parlamentarias de 2004 fue el cabeza de lista del partido. Desde febrero de 2006 dirige el movimiento a tiempo completo y en diciembre de 2006 acusó al gobierno de atacar a los miembros de su partido por medios delictivos. Para las elecciones parlamentarias de 2008, Tavisupleba se unió al bloque electoral Oposición Unida, que en las elecciones presidenciales georgianas de 2008 apoyó al candidato Levan Gachechiladze. A principios de julio de 2008, el partido fue el primero en romper con la alianza electoral y finales de julio de 2008, el líder del partido lo declaró cerrado temporalmente. En 2009 Konstantine Gamsajurdia se convirtió en miembro del Parlamento de Georgia. 
Tras las protestas en Georgia de 2023 contra la ley de agentes extranjeros, la presidenta del país Salomé Zurabishvili promovió la Carta de Georgia, un plan para la próxima legislatura en con el objetivo de satisfacer las demandas de los manifestantes y acercar al país a la Unión Europea. Tavisupleba, junto con otros partidos de la oposición al gobierno de Sueño Georgiano se adhirieron al estatuto el 4 de junio de 2024.

## Ideología
Tavisupleba está integrado por los partidarios del presidente depuesto durante la guerra civil georgiana, los conocidos como zviadistas. El partido reclama la integración de Georgia en la Unión Europea y busca la unidad territorial de Georgia. 

## Resultados electorales

### Elecciones parlamentarias
| Elección | Votos   | %     | Representantes | +/–         | Posición | Coalición       | Candidato               |
| -------- | ------- | ----- | -------------- | ----------- | -------- | --------------- | ----------------------- |
| 2004     | 65.809  | 4,49  | 0/150          | Nuevo       | 4.º      |                 | Konstantine Gamsajurdia |
| 2008     | 314.668 | 17,73 | 0/150          | Sin cambios | 2.º      | Oposición Unida | Konstantine Gamsajurdia |
| 2012     | 1.013   | 0,05  | 0/150          | Sin cambios | 11.º     |                 | Maljaz Gorgazlidze      |
| 2016     | 1.467   | 0,08  | 0/150          | Sin cambios | 18.º     |                 | Tamar Tsjoragauli       |
| 2020     | 2841    | 0,15  | 0/150          | Sin cambios | 9.º      |                 |                         |

### Elecciones presidenciales
| Elección | Votos   | %     | Candidato           | +/–   | Coalición       | Posición |
| -------- | ------- | ----- | ------------------- | ----- | --------------- | -------- |
| 2008     | 509.234 | 26,29 | Levan Gachechiladze | Nuevo | Oposición Unida | 2.º      |
| 2018     | 4.004   | 0,25  | Tamar Tsjoragauli   |       |                 | 10.º     |